# Afleggen (overlijden)
Afleggen is het verzorgen van een lichaam van een overledene.
Het afleggen mag pas gebeuren nadat een arts de overledene geschouwd heeft. De reden daarvan is dat moet worden vastgesteld of er sprake is van een natuurlijk overlijden. Als de schouwend arts niet overtuigd is van een natuurlijk overlijden dan dient door een gemeentelijk lijkschouwer verder onderzoek te worden gedaan naar de doodsoorzaak, en dat onderzoek zou ernstig belemmerd kunnen worden door het lichaam af te leggen.
Als er sprake is van een natuurlijk overlijden, dan staat het lichaam ter beschikking van de nabestaanden, die onder andere mogen besluiten over het afleggen. Als er niet sprake is van een natuurlijk overlijden, dan mag dat pas nadat de officier van justitie het lichaam heeft 'vrijgegeven'. In het geval dat de overledene organen of weefsels doneert, wordt dat uiteraard gedaan voordat het lichaam wordt afgelegd.

## Wie doet het?
In principe mag iedereen een lichaam afleggen. Soms wordt het gedaan door de nabestaanden zelf, als men dat bijvoorbeeld wil doen uit respect voor de overledene of als onderdeel van het rouwproces. Sporadisch kiezen nabestaanden er ook voor uit kostenoverwegingen.

Meestal wordt het afleggen gedaan door een uitvaartondernemer of - als de overledene in een zorginstelling is overleden - door een ziekenverzorgende of verpleegkundige. Uiteraard kan er ook voor gekozen worden dat een of meer nabestaanden het samen doen met een beroepskracht. Het afleggen kan zowel thuis, in een zorginstelling of in een uitvaartcentrum plaatsvinden.

## Uitvoering
Het afleggen gebeurt meestal volgens een vastgelegd protocol, waardoor voorkomen wordt dat er fouten worden gemaakt. Een dergelijk protocol kan deel uitmaken van een veel omvattender afscheidsritueel, zoals sommige religies voorschrijven.
Het lichaam wordt zo nodig ontdaan van ontsierende zaken zoals infusen, katheters enzovoort. Ook wordt een eventuele pacemaker verwijderd. Daarna wordt het geheel ontkleed en gewassen. Holten zoals mond, neus en oren worden gereinigd en ingesmeerd met wat zalf of vaseline tegen uitdroging; eventueel wordt de overledene geschoren en het haar verzorgd. Ogen worden gesloten door er tijdelijk een plakkertje overheen te doen of met speciale 'schelpjes' onder de oogleden. Als er wonden zijn worden die netjes verbonden of gesloten met weefsellijm. Doordat de sluitspieren van de overledene niet meer werken, treedt meestal verlies op van urine en ontlasting. Dit wordt opgevangen met incontinentiemateriaal. Het lichaam wordt netjes aangekleed. Om te voorkomen dat de mond ontsierend open zakt wordt vaak een steuntje (of opgerolde handdoek) onder de kaak geplaatst totdat lijkstijfheid is opgetreden (enkele uren na overlijden). Het is ook mogelijk de mond te sluiten met een hechting. Het lichaam moet zo mogelijk in een passende houding worden gelegd voordat de lijkstijfheid is opgetreden, omdat het daarna veel lastiger gaat. Als laatste kan nog wat make-up worden opgedaan.
Met name in zorginstellingen of uitvaartcentra is het nuttig om op een niet direct zichtbare plek een kaartje met de naam van de overledene te plaatsen, bijvoorbeeld aan de kleding, maar ook vaak is dit een bandje dat aan de enkel of pols wordt bevestigd.
Als geen thanatopraxie (balseming light) werd toegepast moet het lichaam gekoeld worden door het in een koelruimte (bij 3 graden) of op een koelplaat (in het geval van thuisopbaring) te leggen. 

## Bijzondere situaties
In sommige gevallen, zoals bij slachtoffers van ernstige ongevallen, is er veel meer inspanning nodig om het lichaam nog toonbaar te maken. Soms lijkt het echter in de ogen van de uitvaartleider niet meer mogelijk om het lichaam nog toonbaar te maken, zoals bij mensen die zijn omgekomen bij een treinongeluk. In dat geval is opbaren moeilijker, maar niet onmogelijk. Als een familie om opbaren vraagt, wordt altijd gekeken naar mogelijkheden om dit te doen met (een gedeelte van) het lichaam, bijvoorbeeld een hand. Maar ook als het lichaam niet meer toonbaar is in de ogen van de uitvaartleider, dan is het belangrijk te luisteren naar de wensen van de nabestaanden. Als zij afscheid willen nemen van het lichaam van hun dierbare, dan is het voor hun verwerking belangrijk in overleg met een specialist te kijken naar manieren waarop zij dat kunnen doen. Restauratie en reconstructie bieden dan uiteenlopende mogelijkheden, zoals: camoufleren van ernstige verkleuringen, airbrushen, verwijderen van medische materialen, wegnemen van zwellingen, sluiten van wonden en deze afwerken, terugzetten van bijvoorbeeld gezichtshuid, ledematen herstellen en terugzetten, schedel weer aanvullen of reconstrueren. Er zijn gespecialiseerde uitvaartondernemers die over deze kennis en vaardigheden beschikken. Als het lichaam van een overledene te geschonden is, dan zal hij of zij tijdens de uitvaart niet openbaar opgebaard worden, maar zal de uitvaart in een gesloten kist worden uitgevoerd.